# Bruère-Allichamps
Bruère-Allichamps ist eine französische Gemeinde mit 569 Einwohnern (Stand 1. Januar 2022) im Département Cher in der Region Centre-Val de Loire.

## Geografie
Die Gemeinde liegt am Fluss Cher, etwa 40 Kilometer südlich von Bourges. 
Bruère-Allichamps ist einer von sieben französischen Orten, die für sich beanspruchen, das geographische Zentrum des Landes zu sein.

## Bevölkerungsentwicklung
| Jahr      | 1962 | 1968 | 1975 | 1982 | 1990 | 1999 | 2007 | 2012 | 2018 |
| Einwohner | 603  | 669  | 649  | 631  | 609  | 573  | 576  | 646  | 567  |

## Sehenswürdigkeiten
- ehemalige Zisterzienserabtei Noirlac
- römischer Meilenstein, der angeblich das geographische Zentrum Frankreichs markiert
- romanische Kirche der ehemaligen Prieuré Saint-Etienne d’Allichamps: das ehemalige Kloster war ein Priorat der Abtei von Plaimpied. Die erhaltene romanische Klosterkirche ist ein kleines Bauwerk mit kreuzförmigem Grundriss, errichtet Mitte des 12. Jahrhunderts; das Kirchenschiff wurde später noch einmal erneuert. Das Baumaterial der Fassade besteht zum Teil aus wiederverwendeten antiken Steinen, die von einem römischen Tempel oder zumindest von einer römischen Nekropole stammen. Die Bögen der Vierung werden von Säulen getragen, die plastisch mit Pflanzenornamenten, Gesichtern bzw. Köpfen und Tierdarstellungen verziert sind. Nach der Revolution aufgegeben, sorgt seit einigen Jahren eine Gesellschaft für die Restaurierung des Bauwerkes.
- Schloss Châteaufer, erbaut 1670

|  |  |

## Wirtschaft
Die regionale Wirtschaft wird hauptsächlich bestimmt von Forstwirtschaft, Landwirtschaft und einigen Betrieben der Leichtindustrie.